# Маскелл (Небраска)
Маскелл (англ. Maskell) — селище (англ. village) в США, в окрузі Діксон штату Небраска. Населення — 58 осіб (2020).

## Географія
Маскелл розташований за координатами 42°41′26″ пн. ш. 96°58′51″ зх. д. / 42.69056° пн. ш. 96.98083° зх. д. (42.690418, -96.980900).  За даними Бюро перепису населення США в 2010 році селище мало площу 0,41 км², уся площа — суходіл.

## Демографія
Згідно з переписом 2010 року, у селищі мешкало 76 осіб у 33 домогосподарствах у складі 22 родин. Густота населення становила 187 осіб/км².  Було 34 помешкання (84/км²).
Расовий склад населення:
| - 98,7 % — білих |

До двох чи більше рас належало 1,3 %. Частка іспаномовних становила 2,6 % від усіх жителів.
За віковим діапазоном населення розподілялося таким чином: 27,6 % — особи молодші 18 років, 56,6 % — особи у віці 18—64 років, 15,8 % — особи у віці 65 років та старші. Медіана віку мешканця становила 40,5 року. На 100 осіб жіночої статі у селищі припадало 100,0 чоловіків;  на 100 жінок у віці від 18 років та старших — 77,4 чоловіків також старших 18 років.
Середній дохід на одне домашнє господарство  становив 62 683 долари США (медіана — 43 750), а середній дохід на одну сім'ю — 63 882 долари (медіана — 46 250). За межею бідності перебувало 5,3 % осіб, у тому числі 4,3 % дітей у віці до 18 років та 16,7 % осіб у віці 65 років та старших.
Цивільне працевлаштоване населення становило 37 осіб. Основні галузі зайнятості: виробництво — 18,9 %, будівництво — 16,2 %, роздрібна торгівля — 13,5 %.